# Карл Оге Прест
Карл Оге Прест (дан. Karl Aage Præst, 26 лютого 1922, Копенгаген — 19 листопада 2011, Копенгаген) — данський футболіст, що грав на позиції нападника, зокрема за італійський «Ювентус» та національну збірну Данії.

## Клубна кар'єра
У дорослому футболі дебютував 1940 року виступами за команду «Естербро».
Після успішного виступу данської збірної на Олімпійських іграх 1948 року став одним із великої групи данських футболістів, що були запрошені до італійських клубів, перейшовши в статус професійних футболістів. Прест приєднався 1949 року до туринського «Ювентуса» і відіграв за «стару сеньйору» наступні сім сезонів своєї ігрової кар'єри. Більшість часу, проведеного у складі «Ювентуса», був основним гравцем атакувальної ланки команди. За цей час двічі, у 1950 і 1952 роках, виборював титул чемпіона Італії.
Завершував ігрову кар'єру в римському «Лаціо», за який виступав протягом 1956—1957 років.

## Виступи за збірну
1945 року дебютував в офіційних матчах у складі національної збірної Данії. Загалом протягом п'ятирічної кар'єри в національній команді провів у її формі 24 матчі, забивши 17 голів. Після переходу у професіонали припинив викликатися до національної команди, яку на той час складали виключно аматори.
У складі збірної ставав бронзовим медалістом Олімпійських ігор 1948 року, забивши на турнірі два голи у чотирьох іграх.

## Титули і досягнення
- Чемпіон Італії (2):

«Ювентус»: 1949-1950, 1951-1952